# Gulshan

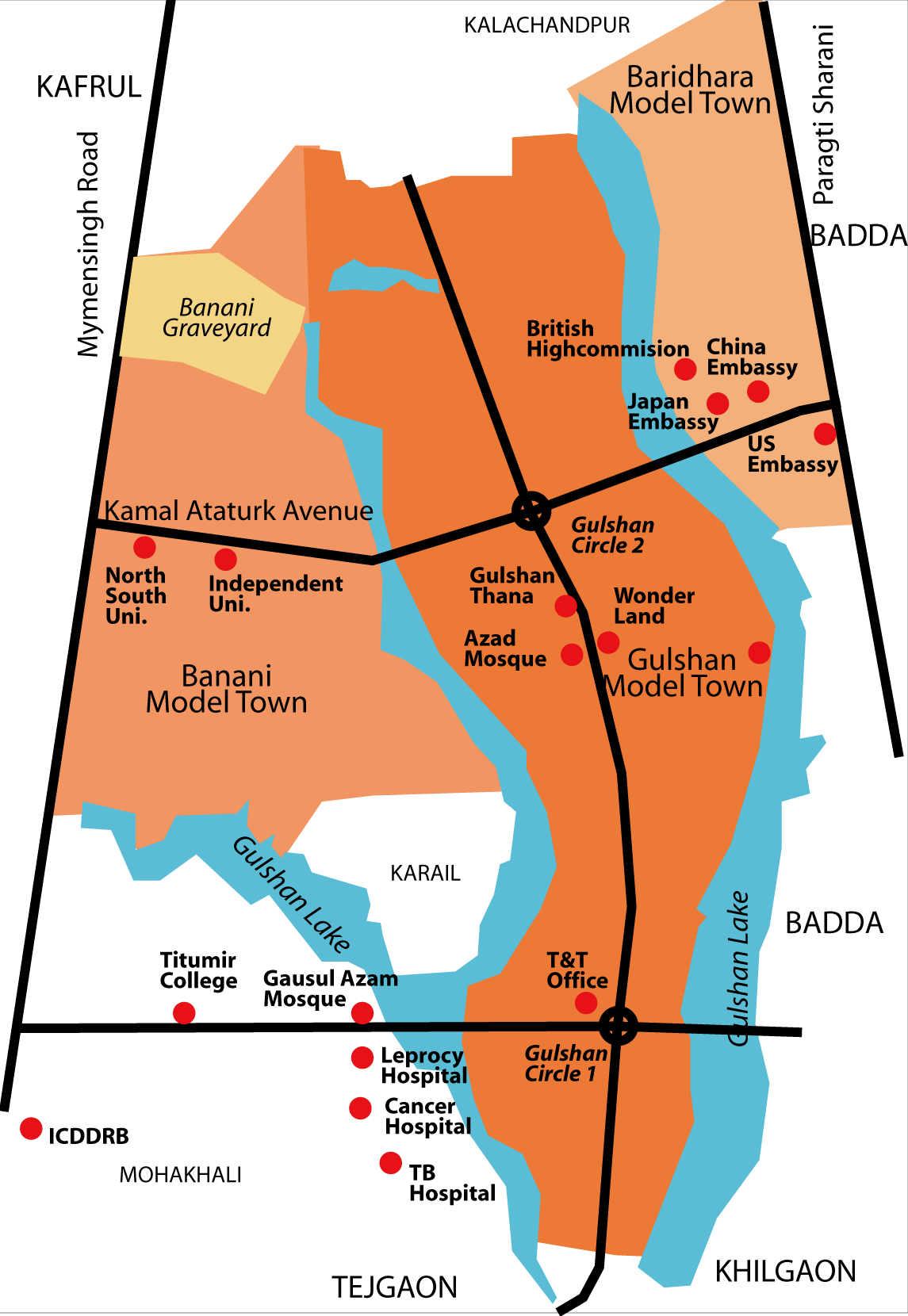
Karte des Bezirks

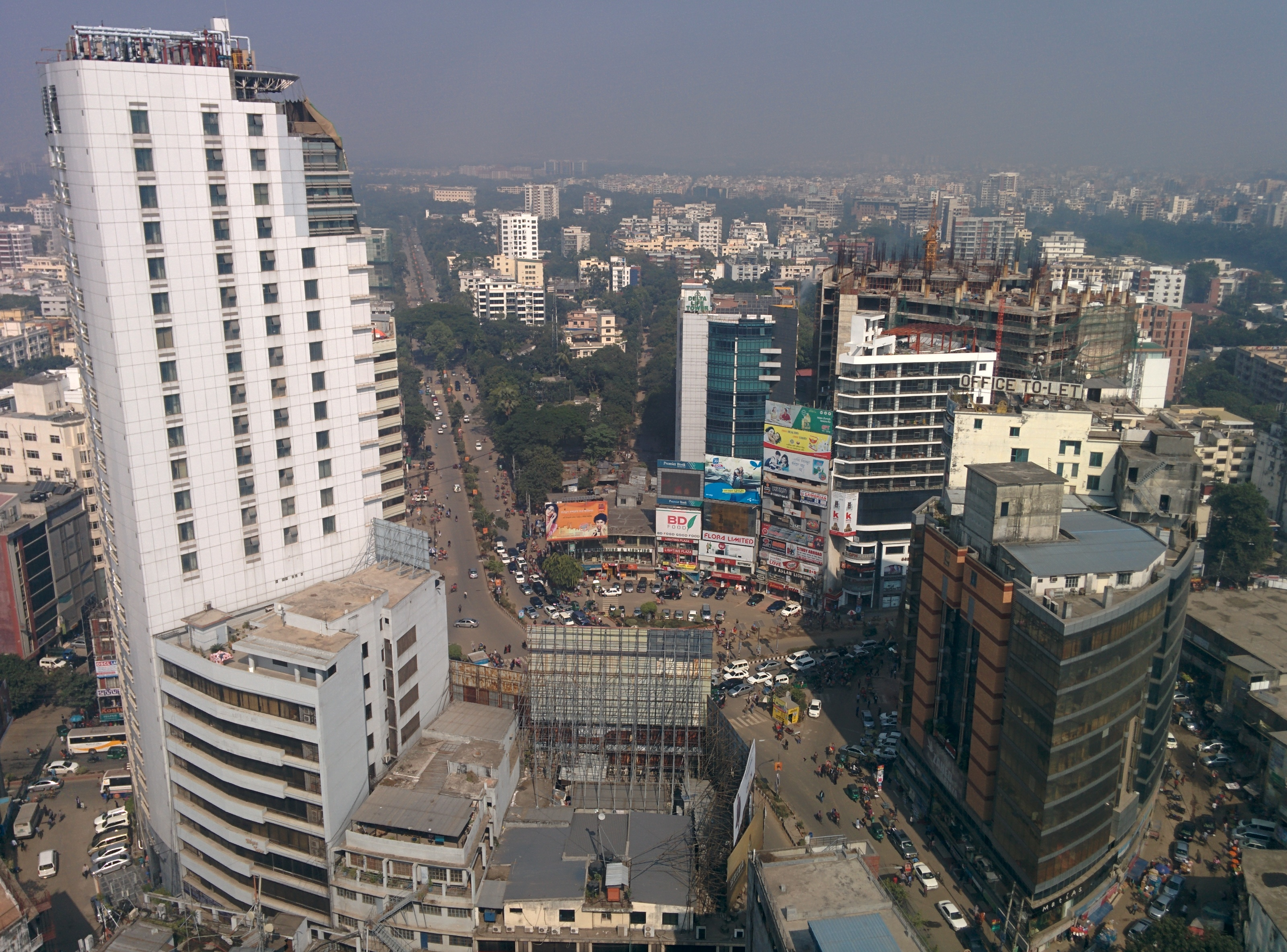
Foto vom Gulshan Circle 2

Gulshan (bengalisch গুলশান Gulaśān) ist ein Stadtbezirk (Thana) von Dhaka, der Hauptstadt von Bangladesch. Mehrere Botschaften und Hochkommissariate sind in diesem Wohngebiet mit vielen Restaurants und Geschäften ansässig, darunter die Botschaft der Bundesrepublik Deutschland. Laut Zensus 2011 der Statistikbehörde im Ministerium für Planung hatte der Bezirk 253.050 Einwohner.

## Geschichte
Gulshan wurde 1961 als Modellstadt für die Oberschicht gegründet und bildete damals ein Pourashabha, eine kommunale Körperschaft. Die benachbarten Banani (gegründet 1964) und Baridhara wurden 1972 mit Gulshan zu Gulshan Thana vereinigt. 1982 wurde der Pourashabha aufgelöst und 1984 Gulshan in Dhaka eingemeindet.
Am 1. Juli 2016 überfiel eine Gruppe islamistisch motivierter Täter ein Café und nahm eine zweistellige Anzahl von Menschen als Geiseln. Insgesamt kamen dabei zwanzig Gäste, zwei Polizisten sowie sechs der Angreifer ums Leben.